# Anderson Santos Silva
Anderson Santos Silva (14 de diciembre de 1981) es un futbolista brasileño que se desempeña como defensa.
En 2001, Anderson se unió al Rio Branco. Después de eso, jugó en el Juventude, Portuguesa, Lech Poznań, Pogoń Szczecin, Yokohama FC, Santa Cruz y Arka Gdynia.

## Trayectoria

### Clubes
| Club           | País    | Año         |
| -------------- | ------- | ----------- |
| Rio Branco     | Brasil  | 2001        |
| Juventude      | Brasil  | 2002 - 2003 |
| Portuguesa     | Brasil  | 2004        |
| Lech Poznań    | Polonia | 2005 - 2006 |
| Pogoń Szczecin | Polonia | 2006 - 2007 |
| Yokohama FC    | Japón   | 2007        |
| Santa Cruz     | Brasil  | 2008        |
| Arka Gdynia    | Polonia | 2008        |